# 1968 у анімації
Ця стаття присвячена анімаційним подіям 1968 року.

## Мультфільми

### УРСР
- Івасик-Телесик
- Казка про місячне світло
- Камінь на дорозі (збірка анімаційних мініатюр)
- Людина, що вміла літати
- Музичні малюнки
- Опудало
- Осіння риболовля
- Подарунок

### СРСР
- Кішечка

### Бельгія
- Астерікс і Клеопатра

### Велика Британія
- Жовтий підводний човен

### США
- Вінні-Пух і день турбот
- Зайчик і Клод (Ми грабуємо морквяні клаптики)

### Франція
- Астерікс і Клеопатра